# Bato
För andra betydelser, se Bato (olika betydelser).
Bato (Bayan ng Bato) är en kommun i Filippinerna. Kommunen ligger på ön Luzon, och tillhör provinsen Camarines Sur. Folkmängden uppgår till 52 137 invånare (folkräkning 2015).

## Barangayer
Bato är indelat i 33 barangayer.
| - Agos - Bacolod - Buluang - Caricot - Cawacagan - Cotmon - Cristo Rey - Del Rosario - Divina Pastora (Pob.) - Goyudan - Lobong | - Lubigan - Mainit - Manga (Mangga) - Masoli - Neighborhood - Niño Jesus - Pagatpatan - Palo - Payak - Sagrada (Sagrada Familia) - Salvacion | - San Isidro (Pob.) - San Juan - San Miguel - San Rafael (Pob.) - San Roque - San Vicente - Santa Cruz (Pob.) - Santiago (Pob.) - Sooc - Tagpolo - Tres Reyes (Pob.) |